# Phaenopsylla newelli
Phaenopsylla newelli är en loppart som beskrevs av Farhang-azad 1972. Phaenopsylla newelli ingår i släktet Phaenopsylla och familjen smågnagarloppor. Inga underarter finns listade i Catalogue of Life.